# Sad Man's Tongue
"Sad Man's Tounge" er den tredje single fra det danske heavy metalband Volbeat. Den blev udgivet i 2007 som den førstesinglen fra albummet Rock The Rebel / Metal The Devil, der blev udgivet i februar samme år.
Sangen er en hyldest til Johnny Cash, og den nåede kun to uger på Tjeklisten som #20.

## Baggrund
I et interview forklarede Poulsen, at sangen handler om 1950'erne, hvor forældre havde beskyttet deres børn mod alt muligt. Som et eksempel citerede han sit idol Elvis Presley, hvis mor altid havde hentet ham efter skole for at tage sig af ham. Der blev indspillet en musikvideo til sangen, hvor bandet optræder med sangen live.

## Produktion
Sangen blev indspillet i oktober 2006 i Hansen Studios i Ribe med Jacob Hansen som producer. Tekst og musik var skrevet af forsangeren Michael Poulsen. Ved indspilningen deltog flere gæstemusikere. Rod Sinclair spillede banjo og guitarsolo. Martin Pagaard Wolff spillede akustisk guitar og Anders Pedersen hawaiiguitar.
Under skriveprocessen improviserede Poulsen lidt over sit idol Johnny Cash' sang "Folsom Prison Blues". Til tider overvejede Poulsen en coverversion af denne, men den blev hurtigt skrottet, da ideen var for banal. I stedet blev det en hyldestsang til Cash. Sangen nåede ingen hitlisteplaceringer.
Singlens b-side indeholder sangen „Soulweeper #2“. Dette var en fortsættelse af "Soulweeper" fra det første album. Forsangeren Michael Poulsen var flere gange blevet spurgt af kvindelige fans om han ikke kunne skrive en lignende sang til det nye album. Produceren Hansen bidrog med baggrundsvokal på "Soulweeper #2".

## Modtagelse
"Sad Man's Tounge" nåede to uger som #20 på Tjeklisten. Singlen kom hverken ind på Tracklisten eller nogle udenlandske hitlister.

## Spor
1. "Sad Man's Tongue" - 3:05
2. "Soulweeper #2" - 4:02